# Шилов, Михаил Ильич
Михаил Ильич Шилов (1921—1941) — Герой Советского Союза (1942, посмертно), лётчик 69-го истребительного авиационного полка, лейтенант. Повторил подвиг Гастелло.

## Биография
Родился 21 сентября 1921 года в деревне Кобяки в семье крестьянина.
Окончил 7 классов в селе Филисово и школу ФЗУ при фабрике имени Ногина в городе Вичуге, затем работал ткачом на этой фабрике. Одновременно занимался в Вичугском аэроклубе (при фабрике имени Ногина).
Летом 1938 года шестнадцатилетний Михаил, видимо, приписал себе несколько лишних месяцев, чтобы иметь хотя бы 17 лет и учиться дальше лётному делу (поэтому существует другая дата рождения — 2 июня). По путёвке комсомола он был направлен в лётную школу в городе Великие Луки, а оттуда — в 1-е Чкаловское военное авиационное училище. В октябре 1939 года со званием младшего лейтенанта Шилов получил направление в 42-й истребительный авиационный полк. Вскоре был переведен в 69-й истребительный авиаполк, базировавшийся в Одессе.

Прибывшего в 69-й авиаполк Михаила Шилова определили в 4-ю ночную эскадрилью. Он был одним из молодых по возрасту лётчиков, но так настойчиво стремился совершенствовать навыки, что уже к лету 1940 года стал одним из лучших воздушных снайперов полка.— Из книги Д. Я. Зильмановича «На крыльях Родины». — Алма-Ата, 1985.

### На войне
На фронтах Великой Отечественной войны с первых дней. Воевал на истребителе И-16 в составе всё того же 69-го истребительного авиаполка Отдельной Приморской армии, в котором служил до войны. Это был единственный авиаполк, прикрывавший с воздуха Одессу. За три месяца войны (с 24 июня по 23 сентября) провёл 164 боевых вылета, в которых произвёл 64 штурмовки живой силы, позиций и техники врага, 22 полёта на разведку, провёл 41 воздушный бой, лично сбив 4 и в группе с товарищами 2 самолёта противника.
9 августа 1941 года командование полка поставило в пример всем эскадрильям в числе других боевую работу младшего лейтенанта Шилова, отлично действовавшего в вылетах на штурмовку вражеских войск.
11 августа 1941 года Шилов в составе группы истребителей сопровождал наши бомбардировщики, летевшие под покровом ночи бомбить румынский порт Констанца, основную нефтяную базу немецкой армии. Бомбардировка была успешной. Советские истребители встретили группу Ме-109 и вступили с ними в бой, подбив две вражеские машины. За этот ночной бой Михаил Шилов был представлен к ордену Красного Знамени. Вышестоящие военачальники посчитали, что он достоин более высокой награды. Постановлением Военного совета Южного фронта от 5 ноября 1941 года Михаил Шилов был награждён орденом Ленина. Но это была уже посмертная награда.
23 сентября 1941 года в районе села Выгода Михаил Шилов вступил в бой с 5 истребителями Ме-109, отвлекая их от наших самолётов, штурмовавших вражескую пехоту. Сбив один самолёт, сам был подбит и погиб, повторив подвиг Гастелло, направив горящий самолёт в группу вражеских танков.

…одиннадцать И-16 и два ИЛ-2, получив задачу нанести удар по скоплению войск противника в районе Выгоды, штурмовали пехоту противника, были обстреляны сильным зенитным огнём, вели бой с десятью ПЗЛ-24 и пятью Ме-109. Лейтенант Шилов погиб…— Из боевого донесения от 23 сентября 1941 года

И вот финал: горящий «ястребок» падает в самую гущу вражеских танков. Взрыв, клубы чёрного дыма взметнулись к небу… Отбиваясь от наседающих «мессеров», ищу глазами белый купол парашюта, молю о чуде. Но чуда не происходит, погиб мой боевой товарищ. Если он видел свой неизбежный конец, то не мог поступить иначе. Вспоминаю, как в минуты откровения Шилов говорил не раз: «Биться надо до последнего и если уж умирать, то как Гастелло. Только тогда можно считать, что до конца выполнил свой долг…» Мы совершили круг над местом падения «ястребка». Прощай, наш добрый, милый товарищ! Прощай, лейтенант Михаил Шилов! Ты умер, как герой.— из воспоминаний А. Череватенко, боевого товарища М. Шилова.
26 сентября 1941 года командованием 69-го истребительного авиаполка Шилов представлен к званию Героя Советского Союза.
10 февраля 1942 Указом Верховного Совета СССР Михаилу Шилову посмертно присвоено звание Героя Советского Союза.

## Память
- Во время войны текстильщики фабрики имени Ногина в Вичуге собрали 150 тысяч рублей на строительство звена самолётов имени Михаила Шилова[3].
- Похоронен в городе Одессе на Аллее Славы у памятника Неизвестному матросу[3]. Память о Герое увековечена надгробной плитой.
- Имя Героя начертано на мемориальной доске в сквере у Одесского академического театра[3].
- Именем героя названы улицы в Одессе, в селе Выгода Беляевского района Одесской области и в селе Филисово Родниковского района Ивановской области (на улицах Шилова в Одессе и в селе Выгоде в 2010 году установлены мемориальные доски).
- Плита с именем Героя на воинском памятнике в селе Выгода.
- Памятник лётчикам 69-го истребительного авиаполка в Одессе с именем Героя.
- Мемориальная доска в память о Шилове установлена Российским военно-историческим обществом на здании профессионального лицея № 12 города Вичуга, где он учился.
- Мемориальная доска в память о Михаиле Шилове установлена на здании Филисовской СОШ Родниковского района Ивановской области[источник не указан 546 дней].

## Награды
- Звание Героя Советского Союза (1942, посмертно);
- орден Ленина (1941);
- орден Ленина (1942, посмертно).